# Province de Muñecas
Muñecas est une province dans le département de La Paz, en Bolivie.